# Oldina
Oldina är en ort i Australien. Den ligger i kommunen Waratah/Wynyard och delstaten Tasmanien, i den sydöstra delen av landet, omkring 240 kilometer nordväst om delstatshuvudstaden Hobart. Antalet invånare är 272.
Närmaste större samhälle är Burnie, omkring 19 kilometer öster om Oldina. 
I omgivningarna runt Oldina växer i huvudsak städsegrön lövskog. Runt Oldina är det mycket glesbefolkat, med 3 invånare per kvadratkilometer. Genomsnittlig årsnederbörd är 2 259 millimeter. Den regnigaste månaden är augusti, med i genomsnitt 312 mm nederbörd, och den torraste är januari, med 91 mm nederbörd.